# Here Without You
«Here Without You» (в переводе с англ. — Здесь без тебя) — песня, записанная американской рок-группой 3 Doors Down. Она была выпущена в августе 2003 года как третий сингл альбома Away from the Sun, достигший пятого места в чарте Billboard Hot 100. Другие песни группы («Kryptonite» и «When I’m Gone») достигали высших позиций в чартах. С тех пор альбом Away from the Sun стал платиновым в Австралии и дважды платиновым в США.
Популярность песни выросла после начала войны в Ираке. Она стала гимном для развёрнутых войск, членов их семей и мирного населения.

## Список композиций
Американская версия
1. «Here Without You» (Radio Edit) — 3:57
2. «Here Without You» (Album version) — 3:57

Британская версия
1. «Here Without You» (Album version) — 3:57
2. «The Road I’m On» — 3:59

Британская версия (расширенная)
1. «Here Without You» (Album version) — 3:57
2. «Here Without You» (Live) — 4:13
3. «It’s Not Me» (Live) — 3:50
4. «Here Without You» (Enhanced Video)

## Выступления в СМИ
- WWE использовал песню в память об Эдди Герреро, когда он умер от сердечного приступа в ноябре 2005 года.
- Песня появляется в видеоигре Rock Band 3 как загружаемый трек.
- Песня фигурирует в фильме Гол 2: Жизнь как мечта.
- Песня также использовалась в C.S.I.: Место преступления Нью-Йорк (сезон 7) в эпизоде «С какой целью».

## Чарты и сертификации
| Чарт (2003-04)                       | Позиция |
| ------------------------------------ | ------- |
| Австралия (ARIA)                     | 2       |
| Австрия (Ö3 Austria Top 40)          | 13      |
| Бельгия/Фландрия (Ultratop 50)       | 26      |
| Дания (Tracklisten)                  | 8       |
| Германия (GfK)                       | 23      |
| Нидерланды (Single Top 100)          | 12      |
| Новая Зеландия (Recorded Music NZ)   | 10      |
| Норвегия (VG-lista)                  | 11      |
| Poland (Polish Airplay Charts)       | 2       |
| Швеция (Sverigetopplistan)           | 14      |
| Швейцария (Schweizer Hitparade)      | 61      |
| Великобритания (OCC UK Singles)      | 77      |
| Великобритания (OCC UK Rock & Metal) | 7       |
| США (Billboard Hot 100)              | 5       |
| США (Billboard Adult Contemporary)   | 14      |
| США (Billboard Adult Pop Airplay)    | 1       |
| США (Billboard Pop Airplay)          | 1       |
| США (Billboard Mainstream Rock)      | 14      |
| US Modern Rock Tracks (Billboard)    | 22      |

| Регион | Сертификация  | Продажи    |
| --- | ------------- | ---------- |
| США (RIAA) | 2× Платиновый | 2,000,000^ |
| * Данные о продажах приведены только на основе сертификации. ^ Данные о тиражах приведены только на основе сертификации. |               |            |